# Karabag szőnyeg
A karabag szőnyeg a kaukázusi szőnyegek egyik, a kabrisztán szőnyegekkel rokon fajtája. Néha összetévesztik a kazakkal. Díszítménye lépcsős szélű medalionokból áll. Színeinek összhatása rendszerint céklavörös.
A láncfonal anyaga pamut, a vetülékfonálé és a csomóké gyapjú. A gyapjú durva, rövid szőrű. Gördesz csomózással készül, 800-1500 csomó/négyzetdeciméter. Méretei 0,9 x 0,7 méterestől 1,4 x 1,1 méteresig mozognak.
A középmezőben 2-3 medalion van stilizált virágokkal és állatokkal. Harminchárom kompozíciós sémáját lehet megkülönböztetni, alakja mindnek hosszúkás, mert nyújtott téglalap alakú szobákba készültek. A motívumkincs egy része önálló, egy része a tebrisz szőnyegeket és más iráni szőnyegeket utánoz. Területileg kétfelé választhatók ezek a szőnyegek: alföldi és hegyvidéki. Utóbbinak központja Şuşa. Az alföldiek bolyhosabbak.
A karabag szőnyegeket a 19. század óta gyártják üzemszerűen, a korai, 16–17. századi darabok múzeumok becses kincsei. Legszebb gyűjteményük Bakıban látható.

## Külső hivatkozás
- shusha.aznet.org